# Velika nagrada Belgije
Velika nagrada Belgije je dirka za svetovno prvenstvo Formule 1.
Prva dirka je bila prirejena leta 1925 na dirkališču Spa. Dirkališče Circuit de Spa-Francorchamps je bilo zgrajeno že leta 1921, ampak so ga na začetku uporabljali le za motociklistične dirke. Po letu 1923 je bila zaradi uspeha francoske dirke 24 ur Le Mansa organizirana dirka 24 ur Spaja.
Pri dirkačih in gledalcih je Velika nagrada Belgije zelo priljubljena. Zaradi svoje lege v Ardenih je dirkališče Spa-Francorchamps znano po nepredvidljivem vremenu. V zgodovini je bilo nekoč kar 20 dežnih dirk zapored. Pogosto je na delo proge jasno, medtem ko je na drugem koncu dež. Večina današnjih dirkačev pravi, da je Spa najbolj zahtevno dirkališče, ki je še ostalo na koledarju Formule 1.
Leta 1925 je na prvi Veliki nagradi Belgije zmagal Antonio Ascari, njegov sin Alberto pa je zmagal v letih 1952 in 1953. Na žalost se je Antonio Ascari smrtno ponesrečil že na naslednji dirki za Veliko nagrado Francije. Leta 1939 je življenje izgubil vodilni Richard »Dick« Seaman. Leta 1960 sta izgubila življenje še Chris Bristow in Alan Stacey, slednji ko mu je v glavo priletel ptič.
Leta 1972 je bilo odločeno, da je Spa prenevaren za Formulo 1. Od takrat se je dirka izmenjevala med Zolderjem in Nivellesom. Emerson Fittipaldi je dobil prvo dirko na Nivellesu, toda med navijači je bil Spa še vedno mnogo bolj priljubljen. Jackie Stewart je zmagal leto pozneje na Zolderju. Toda Zolder bo za vedno v spominu predvsem kot dirkališče, na katerem se je smrtno ponesrečil Gilles Villeneuve leta 1982. Leta 1983 je dirka vrnila v prenovljeni Spa in od leta 1985 je Velika nagrada Belgije vedno na tem dirkališču.
Sedemkratni svetovni prvak Michael Schumacher, ki je debitiral v Spaju leta 1991 in dosegel prvo zmago leta 1992, je dosegel svojo 52. zmago tu leta 2001 in tako prehitel Alaina Prosta s 51 zmagami. Schumacher je tudi osvojil svoj zadnji, sedmi, naslov tu leta 2004. 
Še ena nepozabna dirka je bila leta 1998 v močnem dežju. Najprej je bila dirka prekinjena zaradi nesreče, v kateri je bilo udeleženih 13 od 22 dirkalnikov. Po ponovnem štartu je zaradi slabe vidljivosti sredi dirke vodilni Michael Schumacher trčil v Davida Coultharda, ki je zaostajal za krog. Ta dogodek je besnega Schumacherja pognal proti garaži McLarna. Coulthard je nekaj let pozneje priznal, da je bilo trčenje, ki je verjetno stalo Schumacherja naslova tisto leto, njegova krivda. Le osem dirkačev je končalo dirko (Coulthard in Šindži Nakano s petimi krogi zaostanka, potem ko sta se vrnila na stezo po nesrečah in popravilih dirkalnikov), dvojno zmago pa je doseglo moštvo Jordan z Damonom Hillom pred moštvenim kolegom Ralfom Schumacherjem, kar je bila sploh prva zmaga tega moštva v 126. nastopu v Formuli 1.

## Zmagovalci

### Večkratni zmagovalci
| Št. zmag | Dirkač             | Zmage                              |
| -------- | ------------------ | ---------------------------------- |
| 6        | Michael Schumacher | 1992, 1995, 1996, 1997, 2001, 2002 |
| 5        | Ayrton Senna       | 1985, 1988, 1989, 1990, 1991       |
| 5        | Lewis Hamilton     | 2010, 2015, 2017, 2020, 2024       |
| 4        | Jim Clark          | 1962, 1963, 1964, 1965             |
| 4        | Kimi Räikkönen     | 2004, 2005, 2007, 2009             |
| 3        | Juan Manuel Fangio | 1950, 1954, 1955                   |
| 3        | Damon Hill         | 1993, 1994, 1998                   |
| 3        | Sebastian Vettel   | 2011, 2013, 2018                   |
| 3        | Max Verstappen     | 2021, 2022, 2023                   |
| 2        | Alberto Ascari     | 1952, 1953                         |
| 2        | Emerson Fittipaldi | 1972, 1974                         |
| 2        | Niki Lauda         | 1975, 1976                         |
| 2        | Alain Prost        | 1983, 1987                         |

### Zmagovalci po letih
Roza ozadje označuje dirke, ki niso štele za prvenstvo Formule 1, rumeno pa so bile del Evropskega avtomobilističnega prvenstva
| Leto | Dirkač                                  | Moštvo                     | Dirkališče        | Poročilo |
| ---- | --------------------------------------- | -------------------------- | ----------------- | -------- |
| 2025 | Oscar Piastri                           | McLaren-Mercedes           | Spa-Francorchamps | Poročilo |
| 2024 | Lewis Hamilton                          | Mercedes                   | Spa-Francorchamps | Poročilo |
| 2023 | Max Verstappen                          | Red Bull Racing-Honda RBPT | Spa-Francorchamps | Poročilo |
| 2022 | Max Verstappen                          | Red Bull Racing-RBPT       | Spa-Francorchamps | Poročilo |
| 2021 | Max Verstappen                          | Red Bull Racing-Honda      | Spa-Francorchamps | Poročilo |
| 2020 | Lewis Hamilton                          | Mercedes                   | Spa-Francorchamps | Poročilo |
| 2019 | Charles Leclerc                         | Ferrari                    | Spa-Francorchamps | Poročilo |
| 2018 | Sebastian Vettel                        | Ferrari                    | Spa-Francorchamps | Poročilo |
| 2017 | Lewis Hamilton                          | Mercedes                   | Spa-Francorchamps | Poročilo |
| 2016 | Nico Rosberg                            | Mercedes                   | Spa-Francorchamps | Poročilo |
| 2015 | Lewis Hamilton                          | Mercedes                   | Spa-Francorchamps | Poročilo |
| 2014 | Daniel Ricciardo                        | Red Bull-Renault           | Spa-Francorchamps | Poročilo |
| 2013 | Sebastian Vettel                        | Red Bull-Renault           | Spa-Francorchamps | Poročilo |
| 2012 | Jenson Button                           | McLaren-Mercedes           | Spa-Francorchamps | Poročilo |
| 2011 | Sebastian Vettel                        | Red Bull-Renault           | Spa-Francorchamps | Poročilo |
| 2010 | Lewis Hamilton                          | McLaren-Mercedes           | Spa-Francorchamps | Poročilo |
| 2009 | Kimi Räikkönen                          | Ferrari                    | Spa-Francorchamps | Poročilo |
| 2008 | Felipe Massa                            | Ferrari                    | Spa-Francorchamps | Poročilo |
| 2007 | Kimi Räikkönen                          | Ferrari                    | Spa-Francorchamps | Poročilo |
| 2005 | Kimi Räikkönen                          | McLaren-Mercedes           | Spa-Francorchamps | Poročilo |
| 2004 | Kimi Räikkönen                          | McLaren-Mercedes           | Spa-Francorchamps | Poročilo |
| 2002 | Michael Schumacher                      | Ferrari                    | Spa-Francorchamps | Poročilo |
| 2001 | Michael Schumacher                      | Ferrari                    | Spa-Francorchamps | Poročilo |
| 2000 | Mika Häkkinen                           | McLaren-Mercedes           | Spa-Francorchamps | Poročilo |
| 1999 | David Coulthard                         | McLaren-Mercedes           | Spa-Francorchamps | Poročilo |
| 1998 | Damon Hill                              | Jordan-Mugen-Honda         | Spa-Francorchamps | Poročilo |
| 1997 | Michael Schumacher                      | Ferrari                    | Spa-Francorchamps | Poročilo |
| 1996 | Michael Schumacher                      | Ferrari                    | Spa-Francorchamps | Poročilo |
| 1995 | Michael Schumacher                      | Benetton-Renault           | Spa-Francorchamps | Poročilo |
| 1994 | Damon Hill                              | Williams-Renault           | Spa-Francorchamps | Poročilo |
| 1993 | Damon Hill                              | Williams-Renault           | Spa-Francorchamps | Poročilo |
| 1992 | Michael Schumacher                      | Benetton-Ford              | Spa-Francorchamps | Poročilo |
| 1991 | Ayrton Senna                            | McLaren-Honda              | Spa-Francorchamps | Poročilo |
| 1990 | Ayrton Senna                            | McLaren-Honda              | Spa-Francorchamps | Poročilo |
| 1989 | Ayrton Senna                            | McLaren-Honda              | Spa-Francorchamps | Poročilo |
| 1988 | Ayrton Senna                            | McLaren-Honda              | Spa-Francorchamps | Poročilo |
| 1987 | Alain Prost                             | McLaren-TAG                | Spa-Francorchamps | Poročilo |
| 1986 | Nigel Mansell                           | Williams-Honda             | Spa-Francorchamps | Poročilo |
| 1985 | Ayrton Senna                            | Lotus-Renault              | Spa-Francorchamps | Poročilo |
| 1984 | Michele Alboreto                        | Ferrari                    | Zolder            | Poročilo |
| 1983 | Alain Prost                             | Renault                    | Spa-Francorchamps | Poročilo |
| 1982 | John Watson                             | McLaren-Ford               | Zolder            | Poročilo |
| 1981 | Carlos Reutemann                        | Williams-Ford              | Zolder            | Poročilo |
| 1980 | Didier Pironi                           | Ligier-Ford                | Zolder            | Poročilo |
| 1979 | Jody Scheckter                          | Ferrari                    | Zolder            | Poročilo |
| 1978 | Mario Andretti                          | Lotus-Ford                 | Zolder            | Poročilo |
| 1977 | Gunnar Nilsson                          | Lotus-Ford                 | Zolder            | Poročilo |
| 1976 | Niki Lauda                              | Ferrari                    | Zolder            | Poročilo |
| 1975 | Niki Lauda                              | Ferrari                    | Zolder            | Poročilo |
| 1974 | Emerson Fittipaldi                      | McLaren-Ford               | Nivelles          | Poročilo |
| 1973 | Jackie Stewart                          | Tyrrell-Ford               | Zolder            | Poročilo |
| 1972 | Emerson Fittipaldi                      | Lotus-Ford                 | Nivelles          | Poročilo |
| 1970 | Pedro Rodríguez                         | BRM                        | Spa-Francorchamps | Poročilo |
| 1968 | Bruce McLaren                           | McLaren-Ford               | Spa-Francorchamps | Poročilo |
| 1967 | Dan Gurney                              | Eagle-Weslake              | Spa-Francorchamps | Poročilo |
| 1966 | John Surtees                            | Ferrari                    | Spa-Francorchamps | Poročilo |
| 1965 | Jim Clark                               | Lotus-Climax               | Spa-Francorchamps | Poročilo |
| 1964 | Jim Clark                               | Lotus-Climax               | Spa-Francorchamps | Poročilo |
| 1963 | Jim Clark                               | Lotus-Climax               | Spa-Francorchamps | Poročilo |
| 1962 | Jim Clark                               | Lotus-Climax               | Spa-Francorchamps | Poročilo |
| 1961 | Phil Hill                               | Ferrari                    | Spa-Francorchamps | Poročilo |
| 1960 | Jack Brabham                            | Cooper-Climax              | Spa-Francorchamps | Poročilo |
| 1958 | Tony Brooks                             | Vanwall                    | Spa-Francorchamps | Poročilo |
| 1956 | Peter Collins                           | Lancia-Ferrari             | Spa-Francorchamps | Poročilo |
| 1955 | Juan Manuel Fangio                      | Mercedes-Benz              | Spa-Francorchamps | Poročilo |
| 1954 | Juan Manuel Fangio                      | Maserati                   | Spa-Francorchamps | Poročilo |
| 1953 | Alberto Ascari                          | Ferrari                    | Spa-Francorchamps | Poročilo |
| 1952 | Alberto Ascari                          | Ferrari                    | Spa-Francorchamps | Poročilo |
| 1951 | Giuseppe Farina                         | Alfa Romeo                 | Spa-Francorchamps | Poročilo |
| 1950 | Juan Manuel Fangio                      | Alfa Romeo                 | Spa-Francorchamps | Poročilo |
| 1949 | Louis Rosier                            | Talbot                     | Spa-Francorchamps | Poročilo |
| 1947 | Jean-Pierre Wimille                     | Alfa Romeo                 | Spa-Francorchamps | Poročilo |
| 1946 | Eugène Chaboud                          | Delage                     | Spa-Francorchamps | Poročilo |
| 1939 | Hermann Lang                            | Mercedes-Benz              | Spa-Francorchamps | Poročilo |
| 1937 | Rudolf Hasse                            | Auto Union                 | Spa-Francorchamps | Poročilo |
| 1935 | Rudolf Caracciola                       | Mercedes-Benz              | Spa-Francorchamps | Poročilo |
| 1934 | René Dreyfus                            | Bugatti                    | Spa-Francorchamps | Poročilo |
| 1933 | Tazio Nuvolari                          | Maserati                   | Spa-Francorchamps | Poročilo |
| 1931 | William Grover-Williams Caberto Conelli | Bugatti                    | Spa-Francorchamps | Poročilo |
| 1930 | Louis Chiron                            | Bugatti                    | Spa-Francorchamps | Poročilo |
| 1925 | Antonio Ascari                          | Alfa Romeo                 | Spa-Francorchamps | Poročilo |